# Michael Brake
Michael Brake (Auckland, 22 ottobre 1994) è un canottiere neozelandese, campione olimpico nell'otto a Tokyo 2020.

## Biografia
Ha rappresentato la Nuova Zelanda ai Giochi olimpici estivi di Rio de Janeiro 2016, classificandosi sesto con Tom Murray, Shaun Kirkham, Alex Kennedy, Joe Wright, Isaac Grainger, Brook Robertson, Stephen Jones e Caleb Shepherd.
Ai mondiali di Ottensheim 2019 è salito sul secondo gradino del podio nel due senza con Tom Murray, dietro all'imbarcazione croata di Martin e Valent Sinković.
Ha fatto la sua seconda apparizione olimpica a Tokyo 2020, dove ha vinto la medaglia d'oro nell'otto con i connazionali Hamish Bond, Tom Murray, Thomas MacKintosh, Dan Williamson, Phillip Wilson, Shaun Kirkham, Matt MacDonald e Sam Bosworth.

## Palmarès
- Giochi olimpici estivi

Tokyo 2020: oro nell'otto;
- Mondiali

Ottensheim 2019: argento nel 2 senza;